# Рогов Кирило Юрійович
Кири́ло Ю́рійович Ро́гов (рос. Рогов Кирилл Юрьевич, нар. 8 листопада 1966, Москва) — російський політолог, журналіст та філолог. Після повномасштабного вторгнення Росії в Україну 24 лютого 2022 року виїхав до Австрії.

## Життєпис
У 1988 році закінчив філологічний факультет Московського державного університету. У 1992 році захистив дисертацію на філологічному факультеті МДУ на здобуття ступеня кандидата філологічних наук за темою «Ідея „Комедії характерів“ на початку XIX століття в Росії». Спеціаліст з історії російської культури XVIII—XIX ст. та російського бароко. Займався вивченням творчості Євгена Харитонова, написав одну з перших великих статей про цього автора. Рогова називають «основоположником харитонознавства».
З кінця 1990-х рр. займається журналістикою, у 1998—2002 роках — один із творців та шеф-редактор інтернет-видання «Polit.ru». 7 лютого 2002 року повідомив про свій відхід у зв'язку з розбіжностями в керівництві проєкту. З листопада 2005 року по 2007 рік працював заступником головного редактора газети «Коммерсантъ», редактор шпальти думок у цій газеті. Завідував відділом «Політика» газети «Консерватор».
У 2006 році колегами випущено збірку «рос. Кириллица, или небо в алмазах: Сборник к 40-летию Кирилла Рогова» у мережевому журналі ruthenia.ru
У 2007—2015 роках — провідний науковий співробітник Інституту економічної політики імені Є. Т. Гайдара. На початку вересня 2015 року був звільнений з цього інституту за публікацію статті «Can „Putinomics“ Survive?» (Чи може «путіноміка» вижити?) на сайті European Council of Foreign Relations.
У лютому 2011 року увійшов як учений секретар до складу експертної групи «Нова модель економічного зростання» під керівництвом Володимира Мау та Євгена Ясіна. У 2011—2012 роках — радник ректора «Російської академії народного господарства та державної служби при Президентові Російської Федерації», пізніше працював там же завідувачем кафедри суспільно-політичних комунікацій.
Колумніст «Ведомости» та «Нової газети». Автор статей про російську економіку та проблеми пострадянського розвитку в журналах «Неприкосновенный запас», «Osteuropa», «Pro et Contra», «Економічна політика» та ін. Член Консультаційної ради журналу «Pro et Contra». Член ради та віцепрезидент фонду «Ліберальна місія».
У 2016 році створив на сайті «Відкритого університету» (просвітницький проєкт «Відкритої Росії» Михайла Ходорковського) курс «Великий транзит: логіки політичної історії Росії, 1985—1999».
У 2022 році запустив проєкт Re: Russia для обговорення політичних, соціальних та економічних питань, що стосуються Росії та війни з Україною. Того ж року проєкт Re:Russia отримав премію «Професія — журналіст» у номінації «Цифровий канал».
З червня 2022 року — ведучий аналітичної програми «Рогов про головне» на колишньому офіційному YouTube-каналі Сахаровського центру «Про країну та світ».
25 серпня 2023 року Міністерством юстиції Росії внесений до списку фізичних осіб — «іноземних агентів».

## Сім'я
- Дружина — Анастасія Олександрівна Бонч-Осмоловська (нар. 22 квітня 1975), лінгвістка, керівниця Центру цифрових гуманітарних досліджень НДУ ВШЕ[19].

## Вибрані публікації
- Крим — троянський дар російському обивателю (рос.). Ведомости. 12 березня 2014. Процитовано 20 серпня 2015.
- Інститут Зіміна та питання мовознавства (рос.). InLiberty. 4 червня 2015. Процитовано 20 серпня 2015.
- Вбивство Бориса Нємцова — початок передвиборчої кампанії (рос.). Новая газета. 14 березня 2015. Процитовано 20 серпня 2015.

### Книги
- Мау В. О., Кузьмінов Я. І., Рогов К. Ю., Ясін Є. Г. та ін. Стратегія-2020: Нова модель зростання — нова соціальна політика. Підсумкова доповідь про результати експертної роботи з актуальних проблем соціально-економічної стратегії Росії на період до 2020 року. / за ред. В. О. Мау, Я. І. Кузьмінова. т. 1, 2013
- Демонтаж комунізму : тридцять років потому: колективна монографія / [Кирило Рогов, Іван Крастєв, Андрій Мельвіль та ін.]; укладання: Є. Гонтмахер, К. Рогов. — М.: Новое литературное обозрение, 2021. — 444, [3] с. : іл., табл.; 22 см. — (Бібліотека журналу Недоторканний запас. Політологія, ISSN 1815-7912).; ISBN 978-5-4448-1542-7
- Рогов К. (ред.) Основні тенденції політичного розвитку Росії у 2011—2013 рр. Криза та трансформація російського авторитаризму. — Москва: Ліберальна місія, 2014.[20]
- Рогов К. (ред.) Сім худих років: російська економіка на порозі структурних змін : Матеріали круглого столу. — Москва: Ліберальна місія, 2016.[21]
- Рогов К. (ред.) Політичний розвиток Росії 2014—2016: Інститути та практики авторитарної консолідації. — Москва: Ліберальна місія, 2016.[22]
- Рогов К. (ред.) Стрес-тест на пів-Росії. Технології електорального домінування та їх обмеження: Аналіз регіональних виборів 2018 р. — Москва: Ліберальна місія, 2018.[23]
- Рогов К. (ред.) Фортеця вростає в землю. Рік після виборів: стратегії, виклики, тренди. — Москва: Ліберальна місія, 2019.[24]
- Рогов К. (ред.) Цар гори. Недемократичний трансфер влади на пострадянському просторі. — Москва: Ліберальна місія, 2019.[25]
- Рогов К. (ред.) Зустрічна мобілізація. Московські протести та регіональні вибори — 2019. — Москва: Ліберальна місія, 2019.[26]
- Рогов К. (ред.) Деконструкція Конституції: Що потрібно і що не потрібно змінювати в російському Основному Законі. — Москва: Ліберальна місія, 2020.[27]
- Рогов К. (ред.) Коронакриза — 2020: що буде і що робити? Сценарії розвитку та заходи економічної політики. — Москва: Ліберальна місія, 2020.[28]
- Рогов К. (ред.) Нова (не)легітимність. Як відбувалося і що принесло Росії переписування Конституції. — Москва: Ліберальна місія, 2020.[29]
- Рогов К. (ред.) Рік ковіду: попередні підсумки та виклики десятиліття. — Москва: Ліберальна місія, 2020.[30]
- Рогов К. (ред.) Застій — 2: Наслідки, ризики та альтернативи для російської економіки. — Москва: Ліберальна місія, 2021.[31]

## Нагороди
- Медаль ордена «За заслуги перед Вітчизною» II ступеня (2012) за «великий внесок у розробку соціально-економічної стратегії Росії на період до 2020 року»[11].